# 형양군 (오)
형양군(衡陽郡)은 오나라 때 설치되어 진나라까지 육조 시대 동안 유지된 중국의 옛 군이다.

## 오, 서진
본래 장사군 서부도위에 속했으나 257년(오 폐제 태평 2년), 서부도위가 군으로 승격되었다. 서진대에는 9현 23,000호를 거느렸는데, 307년(진 회제 영가 원년), 장사군, 상동군, 소릉군, 영양군, 강주의 계양군과 함께 상주로 분리되었다.
| 현명   | 한자   | 대략적 위치                            | 비고                                                                        |
| ------ | ------ | -------------------------------------- | --------------------------------------------------------------------------- |
| 상향현 | 湘鄕縣 | 샹탄 시 샹샹 시                        |                                                                             |
| 중안현 | 重安縣 | 헝양 시 헝양 현 서북                   |                                                                             |
| 상남현 | 湘南縣 | 샹탄 시 샹탄 현 동                     |                                                                             |
| 상서현 | 湘西縣 | 주저우 시 주저우 현 왕십만향(王十萬鄕) |                                                                             |
| 증양현 | 烝陽縣 | 사오양 시 사오둥 현 동남               |                                                                             |
| 형산현 | 衡山縣 | 헝양 시 헝산 현 남                     |                                                                             |
| 연도현 | 連道縣 | 뤄디 시 롄위안 시                      |                                                                             |
| 신강현 | 新康縣 | 창사 시 닝샹 시                        | 본래 신양현(新陽縣)이었으나 280년(진 무제 태강 원년) 신강현으로 개명되었다. |
| 익양현 | 益陽縣 | 이양 시                                |                                                                             |

## 유송 이후
7현, 5,746호, 28,991명을 거느렸으며, 군의 민정은 태수가 아닌 내사가 맡았다.589년(수 문제 개황 9년), 수나라가 진나라를 멸망시킨 이후 장사군에 통폐합되면서 폐지되었다.
| 현명   | 한자   | 직위       | 비고                                                                            |
| ------ | ------ | ---------- | ------------------------------------------------------------------------------- |
| 상서현 | 湘西縣 | 현령(縣令) | 수나라 때 상향현, 신강현, 형산현과 함께 형산현으로 통폐합, 장사군에 내속되었다. |
| 상남현 | 湘南縣 | 남상(男相) | 남제서에는 언급되지 않았다.                                                     |
| 익양현 | 益陽縣 | 후상(候相) |                                                                                 |
| 상향현 | 湘鄕縣 | 남상(男相) | 수나라 때 상서현, 신강현, 형산현과 함께 형산현으로 통폐합, 장사군에 내속되었다. |
| 신강현 | 新康縣 | 남상(男相) | 수나라 때 상서현, 상향현, 형산현과 함께 형산현으로 통폐합, 장사군에 내속되었다. |
| 중안현 | 重安縣 | 후상(候相) | 남제때 상동군으로 옮겨졌다.                                                     |
| 형산현 | 衡山縣 | 남상(男相) | 수나라 때 상향현, 상향현, 신강현과 함께 형산현으로 통폐합, 장사군에 내속되었다. |